# Filip Pavlović (Darsteller)
Filip Pavlović (* 21. Juni 1994 in Hamburg) ist ein kroatisch-bosnischer Reality-TV-Darsteller, Schauspieler und Moderator. Im Jahr 2018 wurde er bekannt als Drittplatzierter von Die Bachelorette.

## Leben
Pavlović wuchs mit seiner drei Jahre älteren Schwester in Hamburg auf. Er spielte unter anderem für die Jugendfußballmannschaft des Hamburger SV und absolvierte fünf U17- und drei U19-Länderspiele für die Bosnisch-herzegowinische Fußballnationalmannschaft. Wegen diverser Verletzungen musste er die Fußballschuhe frühzeitig an den Nagel hängen.
Im Anschluss brach er drei Ausbildungen (zum Kfz-Mechatroniker, zum Glaser und zum Fitnesstrainer) ab und ist seitdem in der Gebäudereinigung seiner Mutter als Geschäftsführer tätig.
2018 wurde er bekannt durch seine Teilnahme an Parovi, der serbischen Version der ursprünglich aus Israel stammenden Reality-Show זוג מנצח VIP, deren deutsche Adaption als Das Sommerhaus der Stars – Kampf der Promipaare gesendet wird. In Deutschland war er als Darsteller in der Scripted-Reality-Show Workout – Muskeln, Schweiß und Liebe als „Jay“ auf RTL 2 zu sehen.
Größere Bekanntheit erhielt Pavlović durch seine Teilnahme an der fünften Staffel von Die Bachelorette, bei der er 2018 den dritten Platz erreichte. 2019 wirkte er in Thailand an der zweiten Staffel vom Spin-Off Bachelor in Paradise mit. Außerdem veröffentlichte Pavlović seine Debüt-Single Benz AMG in Weiß.
2020 gewann Pavlović die Reality-Show Like Me – I’m Famous. Zudem gewann Pavlović im September 2020 das Boxduell gegen Paul Janke im von Sat.1 gezeigten Promiboxen.
2021 siegte Pavlović in der Show Ich bin ein Star – Die große Dschungelshow und sicherte sich damit ein „Goldenes Ticket“ zur Teilnahme an der nächsten Staffel von Ich bin ein Star – Holt mich hier raus! sowie ein Preisgeld von 50.000 Euro. Im Januar/Februar 2022 nahm Pavlović dann an der fünfzehnten Staffel der Reality Show teil. Am 6. Februar 2022 gewann er die Staffel und erhielt ein Preisgeld von 100.000 Euro.
Pavlović lebt in Hamburg.

## Fernsehsendungen
- 2014: Next, Please! (Staffel 1, Folge 61)
- 2018: Workout – Muskeln, Schweiß und Liebe (als Jay)
- 2018: Die Bachelorette
- 2019: Bachelor in Paradise
- 2020: Like Me – I’m Famous (Gewinner)
- 2020: Die Festspiele der Reality Stars – Wer ist die hellste Kerze?
- 2020: Promiboxen (Gewinner)
- 2021: Ich bin ein Star – Die große Dschungelshow (Gewinner)
- 2021: Ninja Warrior Germany – Die stärkste Show Deutschlands – „Promi Special“
- 2022: Ich bin ein Star – Holt mich hier raus! (Gewinner)
- 2022: Stern TV
- 2022: 7 Tage, 7 Köpfe (Gastauftritt)
- 2022: RTL Turmspringen
- 2022: Test the Nation – Der große IQ-Test
- 2022: Grill den Henssler
- 2022: Hot oder Schrott – Promi Special
- 2022: Grill den Henssler
- 2022: RTL Luftballon Meisterschaft
- 2022: RTL Die Ultimative Charts Show
- 2022: Ninja Warrior Germany – Die stärkste Show Deutschlands – „Promi Special“
- 2022: RTL Wasserspiele
- 2022: TV Total Wok-WM
- 2022: Filip&Serkan@Work Praktikum statt Party
- 2023: Dr. Bob’s Australien
- 2023: Murmel Mania (RTL, Kandidat)
- 2023: Ich bin ein Star – Die Stunde danach
- 2023: Ich bin ein Star – Der Countdown zum Finale
- 2023: Filip&Serkan@Work Praktikum statt Party (International, Türkei)
- 2023: Volles Haus (Sat.1 Reporter)
- 2023: RTL Wasserspiele
- 2023: Ninja Warrior Germany – Die stärkste Show Deutschlands – „Promi Special“
- 2023: Alles was zählt (Fernsehserie)
- 2024: Ich bin ein Star – Die Stunde danach
- 2024: Ich bin ein Star – Die halbe Stunde davor (Moderator)
- 2024: Ich bin ein Star – Der Countdown zum Finale
- 2024: Schlag den Besten (RTL, Kandidat)
- 2024: The 50 (Prime Video, Kandidat)
- 2024: Dinge gibt’s..! (RTL Zwei)
- 2024: Reality Queens – Auf High Heels durch den Dschungel (Moderator)
- 2024: Splash! Das Promi-Pool-Quiz (RTL)
- 2024: Alles was zählt (Fernsehserie)
- 2024: Reality Queens – Auf High Heels durch den Dschungel Das Wiedersehen (Moderator)
- 2024: Stern TV
- 2024: Lass dich überwachen!
- 2024: TV Total Wok-WM
- 2025: Eltons 12 (RTL, Teilnehmer)
- 2025: Ich bin ein Star – Die Stunde danach
- 2025: Like a Loser (Gastrolle)
- 2025: Love Island VIP (RTL2, Teilnehmer)